# Valkendorfsgade
 Denne artikel omhandler Valkendorfsgade. Opslagsordet har også en anden betydning, se Valkendorf.
Valkendorfsgade er en gade i indre by i København. Gaden går fra krydset med Købmagergade og Kronprinsensgade, krydser selv Niels Hemmingsens Gade og svinger rundt om Helligåndskirken og Helligåndshuset, før den ender ved Amagertorv. Gaden er opkaldt efter Christoffer Valkendorf (1525–1601). Tidligere blev den også kaldet Store Hellig Geist Stræde
En stor del af bebyggelsen i gaden er fra 1700-tallet.
Valkendorfsgade nr. 3 blev opført over en periode på omkring 20 år med forhuset med kælder og tre etager i to omgange. Den ansvarlige for den første del af opførelsen var murermester Jens Olsen, mens bødker Mathias Olsen var ansvarlig for den sidste del. Huset blev fredet i 1959.
Valkendorfsgade nr. 11 kaldes også for Zeises Hus. Huset er fra 1700-tallet med østre forhus opført omkring 1730 for skrædder Wilhelm Holm. Vestre forhus har grøn facade og blev opført i 1732 for guldsmed Melchior Frederik Zeise. Begge forhuse blev bygget med kælder og tre etager. Husene blev fredet i 1918.